# Auguste Reber-Gruber
Auguste Reber-Gruber (* 12. Januar 1892 in München als Auguste Gruber; † 20. Januar 1946 in Garmisch-Partenkirchen) war eine deutsche Pädagogin.

## Leben
Auguste Reber-Gruber studierte von 1913 bis 1923 Philologie an der LMU München. 1919 war sie Gründungsmitglied des „Deutschvölkischen Schutz- und Trutzbundes“ München; sie gehörte diesem bis zu seiner Auflösung an. 1928 heiratete sie in Lindau den Tonkünstler Otto Reber. Zum 1. Mai 1932 trat sie der NSDAP bei (Mitgliedsnummer 1.117.347). 1933 wurde Reber-Gruber Vorsitzende des „Bayerischen Lehrerinnenverbandes“, der im „Nationalsozialistischen Lehrerbund“ aufging. Darin wurde sie Reichsreferentin für weibliche Erziehung und damit eine der wenigen Frauen in herausgehobener Position im NS-Regime. 1936 wurde sie an die Hans-Schemm-Hochschule für Lehrerbildung Pasing als Professorin berufen.
Der von Reber-Gruber herausgegebene Vortragsband Weibliche Erziehung im NSLB (Teubner-Verlag, Leipzig 1934) wurde nach Ende des Zweiten Weltkrieges in der Sowjetischen Besatzungszone auf die Liste der auszusondernden Literatur gesetzt.

## Bedeutung
Reber-Gruber zählte neben Gertrud Scholtz-Klink, BDM-Führerin Trude Mohr und deren Nachfolgerin Jutta Rüdiger zu den vier führenden weiblichen Funktionären im NS-Regime.
„Auguste Reber-Gruber ist an der Haltung ihrer Parteigenossen verzweifelt, aber nie an der Weiblichkeits-Ideologie der Partei. In ihrer Person und Funktion offenbart sich der unlösbare Widerspruch, in dem sich die nationalsozialistischen ‚Frauenkämpferinnen‘ als Anhängerinnen und Akteurinnen einer zutiefst frauen- und menschenverachtenden Ideologie selbst gefangenhielten“, urteilt Monika Meister in einem Aufsatz über Reber-Gruber.